# Agny
Agny – miejscowość i gmina we Francji, w regionie Hauts-de-France, w departamencie Pas-de-Calais.
Według danych na rok 1990 gminę zamieszkiwały 1963 osoby, a gęstość zaludnienia wynosiła 324 osób/km² (wśród 1549 gmin regionu Nord-Pas-de-Calais Agny plasuje się na 367. miejscu pod względem liczby ludności, natomiast pod względem powierzchni na miejscu 589.).